# Долгиново (Вилейский район)
Долги́ново (бел. Даўгінаў, Даўгінава) — агрогородок в Вилейском районе Минской области Беларуси. Административный центр Долгиновского сельсовета.
Расположена на транспортном узле дорог на Минск, Вилейку, Будслав, Кривичи, Докшицы, Плещеницы, Красное. Исторически была известна как торговый центр. Упоминается в хрониках XVI века периода Ливонской войны.

## География
Река Серчистая (приток реки Вилия). Расположено водохранилище.

## История
В 1440—1443 годах Долгиновичи, собственность Яна Довгерда, воеводы виленского.
Затем — имение Ивашки Монивидовича, в 1485 году — Богдана Андреевича Саковича, троцкого воеводы, а в 1525 году — его дочери Альжбеты.
В 1567 году принадлежит Юрию Александровичу Ходкевичу, в 1569 году — панне Юрьевой Ходкевич.
В 1622 году — собственность Януша Станиславовича Кишки, воеводы полоцкого. В 1634 году Януш Кишка продал имение Иосифу Вельямину Руцкому, митрополиту киевскому, галицкому и всея Руси.
Белорусский историк Зиновий Копысский в книге «Социально-политическое развитие городов Белоруссии в XVI — п.п. XVII в.» упоминает интересный факт: «Про ярмарки в местечках Долгинове, Кобыльники, куда ездили могилевские купцы, сообщает запись магистратской книги Могилева за 1643 г.».
В 1690 году — имение Кароля Михаила Друцкого-Соколинского, старосты вялячского.
В 1800 году — совместное владение хорунжего Людвига Каменского и долгиновских плебаний — римско-католической и греческо-униатской, в местечке насчитывается 88 дворов и 305 жителей, ежегодно проводится две ярмарки.
С 1921 года входит в состав Польши, в 1938 году — центр сельской гмины, местечко (547 дворов, 3181 житель) и поселок (33 двора, 165 жителей).
В 1939 году в результате Польского похода РККА Долгиново входит в состав СССР, а в 1941 году после нападения Германии на СССР попало в зону оккупации немецких войск.
В 1942 году население Долгиново было почти полностью уничтожено нацистами. От более 3000 евреев, населявших Долгиново и согнанных в гетто, к лету 1942 года в живых осталось 278 человек. 218 из них вывел через линию фронта партизан Николай Киселёв, за что был удостоен в 2005 году звания Праведника народов мира.

## Население
- 1690 — 150 дворов[2].
- 1800 — 305 чел., 88 дворов (по другим данным, 526 чел., 112 дворов[2]).
- 1857 — 1469 чел., 158 дворов[2].
- 1866 — 1439 чел., 362 дворов[8].
- 1897 — 3551 чел.
- 1908 — 688 чел., 52 двора[2].
- 1938 — местечко: 3181 чел. и 547 дворов; посёлок: 165 чел. и 33 двора.
- 1960 — 1278 чел. (34 человека на хуторе)[2].
- 1971 — 1477 чел., 501 двор.
- 1988 — в деревне 1266 чел., 531 двор[2].
- 1993 — 1400 чел., 596 дворов[9].

## Культура
- Дом культуры
- Музей «Родные истоки» ГУО «Долгиновская средняя школа имени В. И. Слободчикова»

## Достопримечательность
- Городище периода раннего железного века, VI в. до н. э. — VII в. н. э. —  Историко-культурная ценность Республики Беларусь, шифр 613В000113
- Долгиновский идол, каменный крест (IX—XIII вв.) — скульптурное изображение женского божества (в настоящее находится в Институте геологии НАНБ) —  Историко-культурная ценность Республики Беларусь, шифр 723В000071
- Католический храм св. Станислава — построен в 1853 году на месте деревянного храма. Первый костёл на этом месте был построен в 1553 году[10]
  - Колокольня (XIX в.)
  - Скульптуры
- Бывшая плебания (приходская администрация и дом священника)
- Троицкая церковь — построена в 1870 году.
- Синагога (конец XIX в.)
- Кузница
- Придорожная часовня (1856)
- Крахмальный завод
- Кладбище военное
- Кладбище еврейское

### Памятник, скульптура

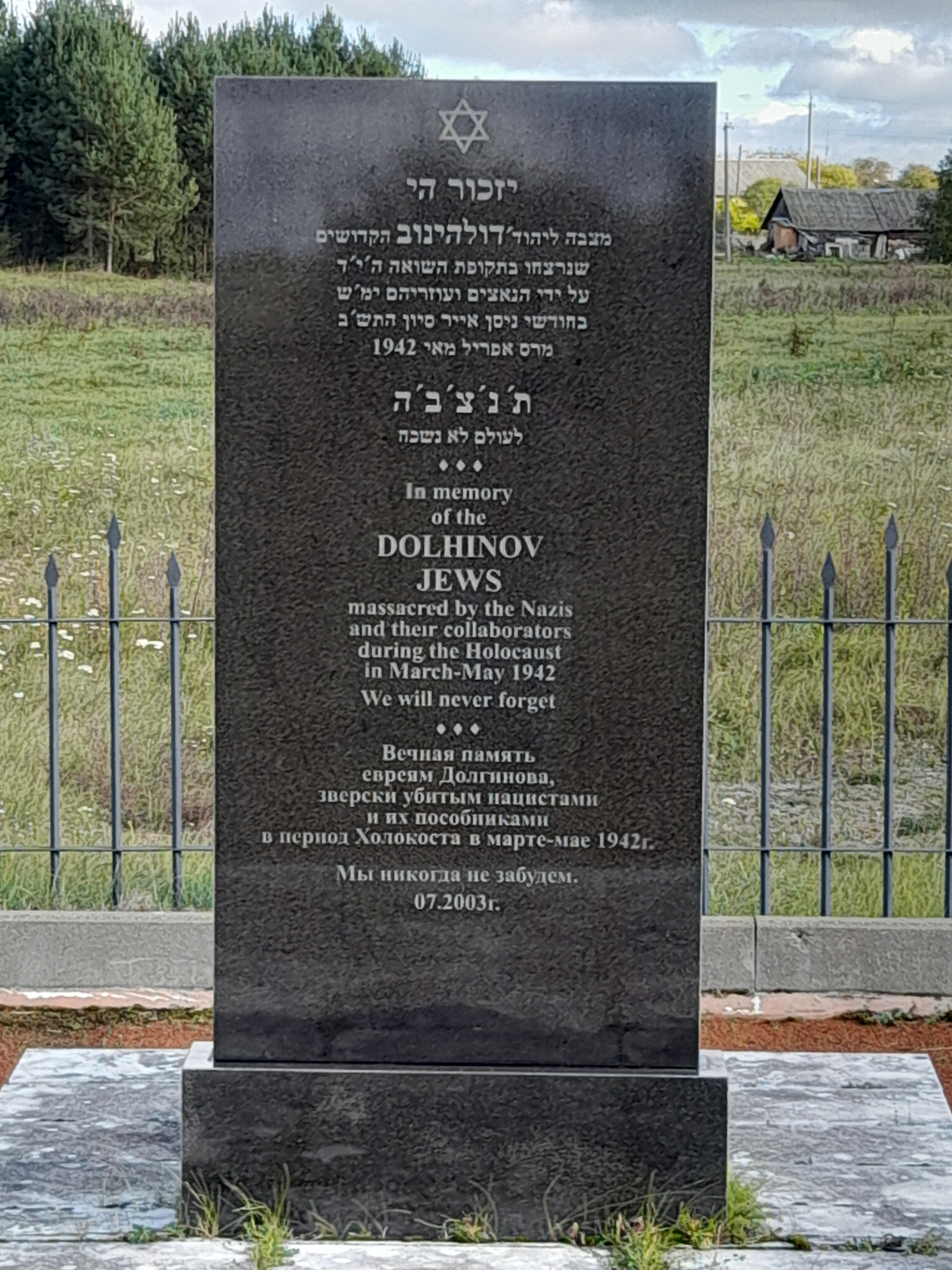
Памятник на месте массового убийства евреев

- Памятник на месте убийства евреев из гетто Долгиново
- Памятник В. И. Ленину
- Братская могила Первой мировой войны[11]
- Памятный знак в честь Змитрока Бядули
- Памятный знак на могиле ксёндза Дорошкевича (Doroszkiewicz), 1898—1965
- Скульптура Матери Божией около больницы
- Памятник на военном кладбище на могиле польского военнослужащего Эмиля Чечко (1996—2022)[12]

## Галерея

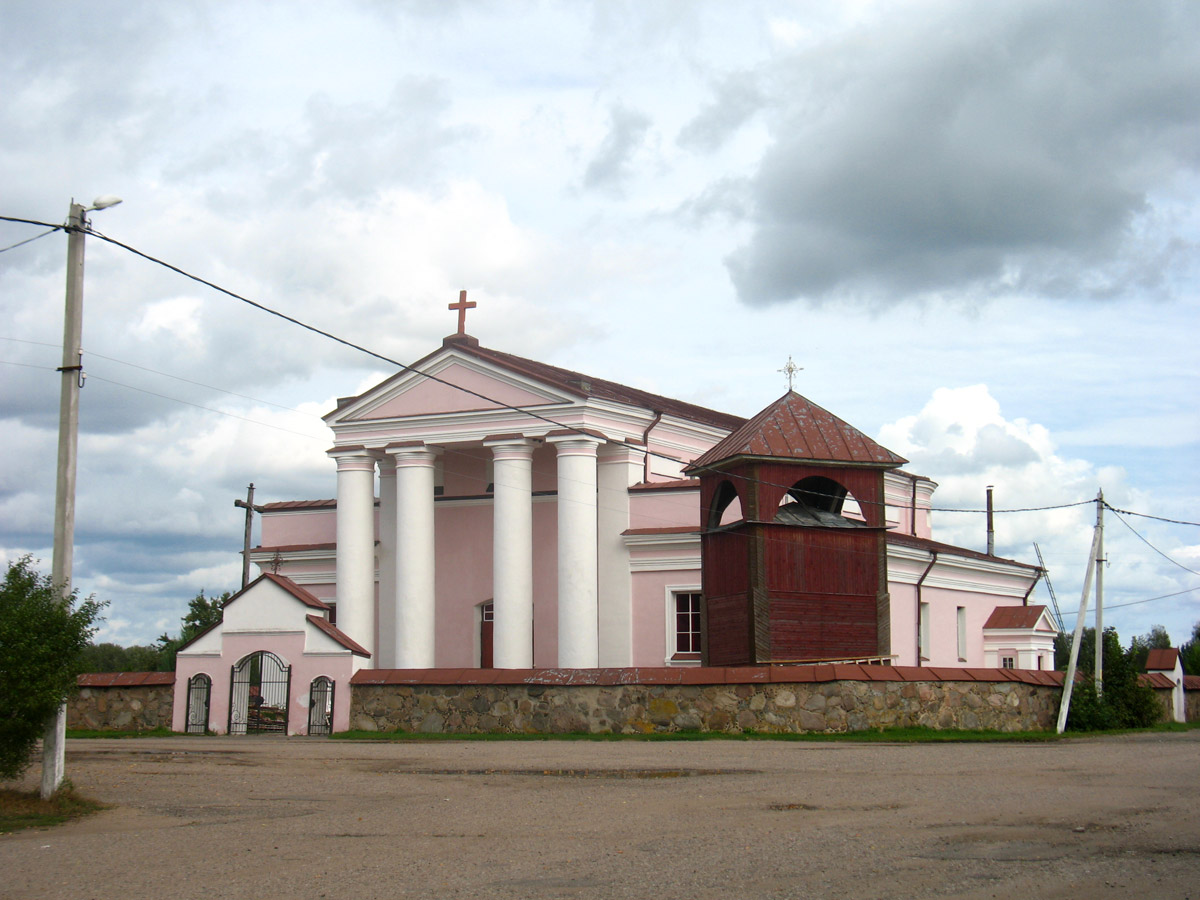
Католический храм св. Станислава
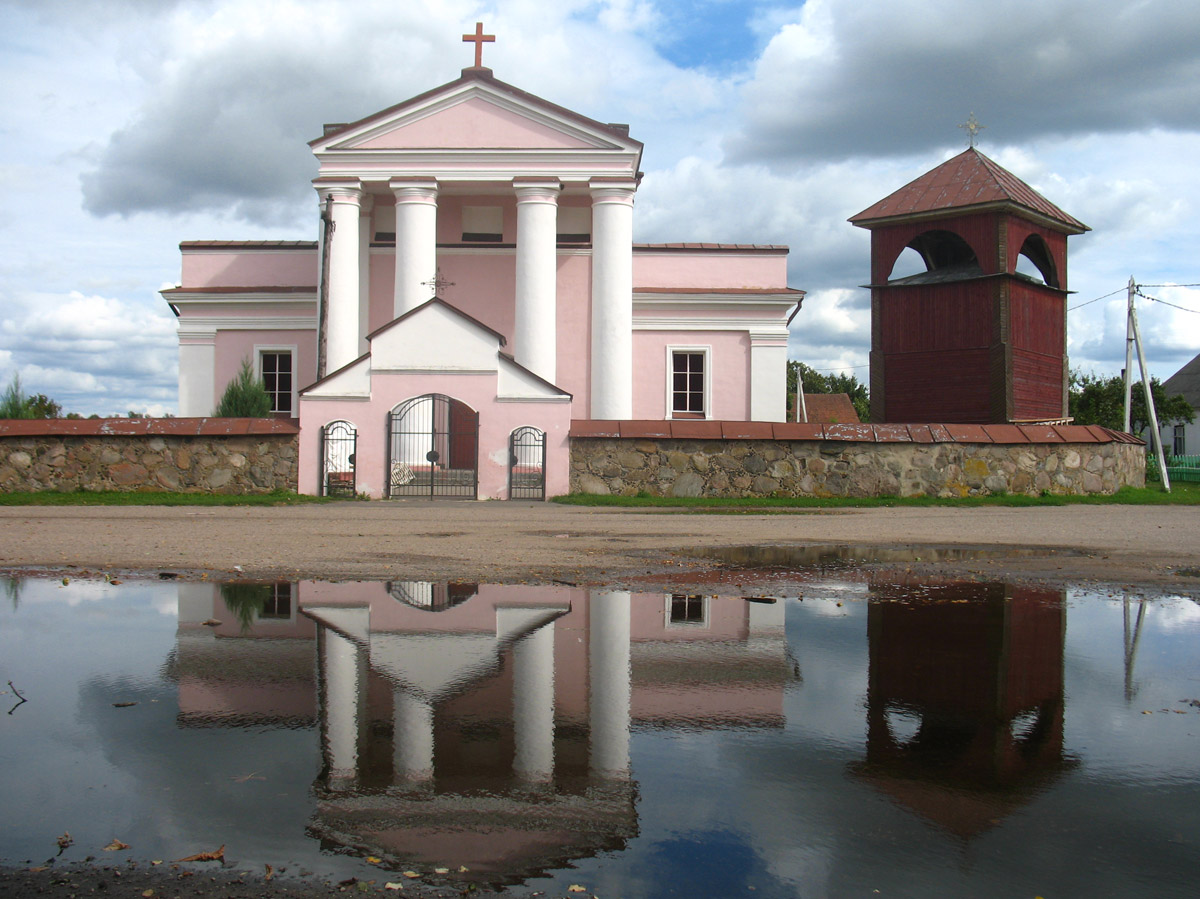
Католический храм св. Станислава
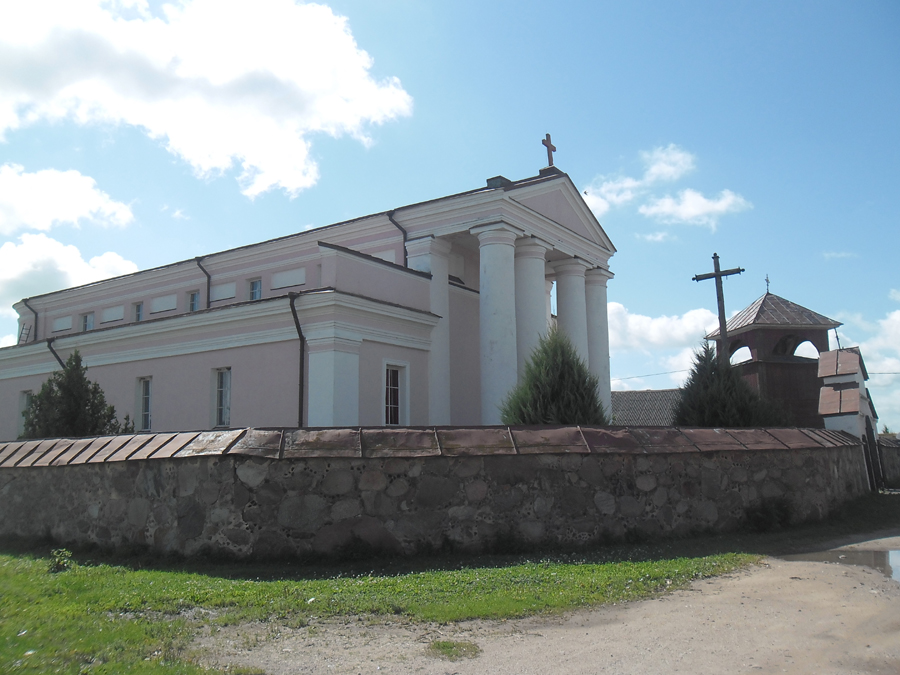
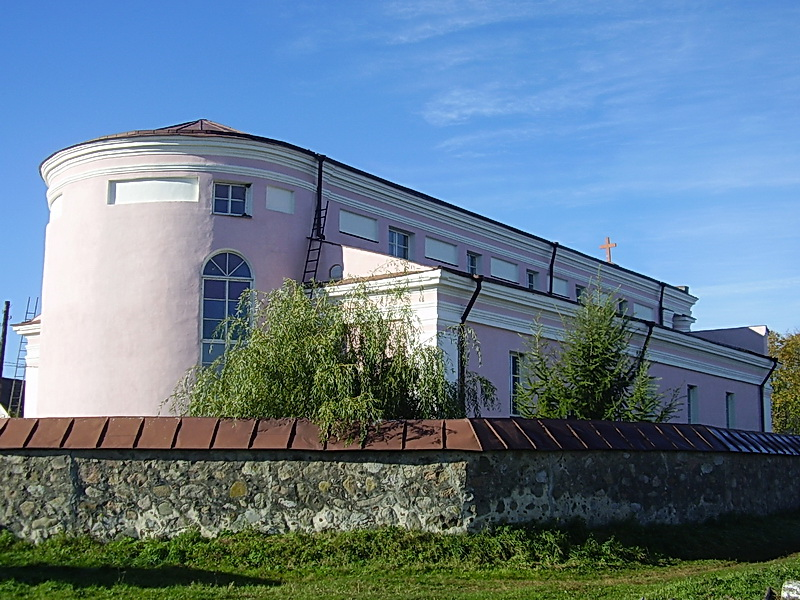
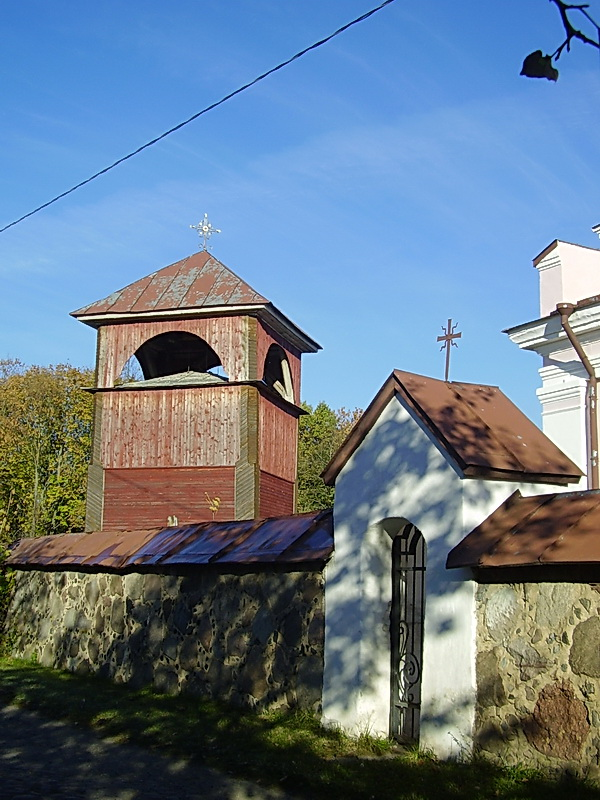
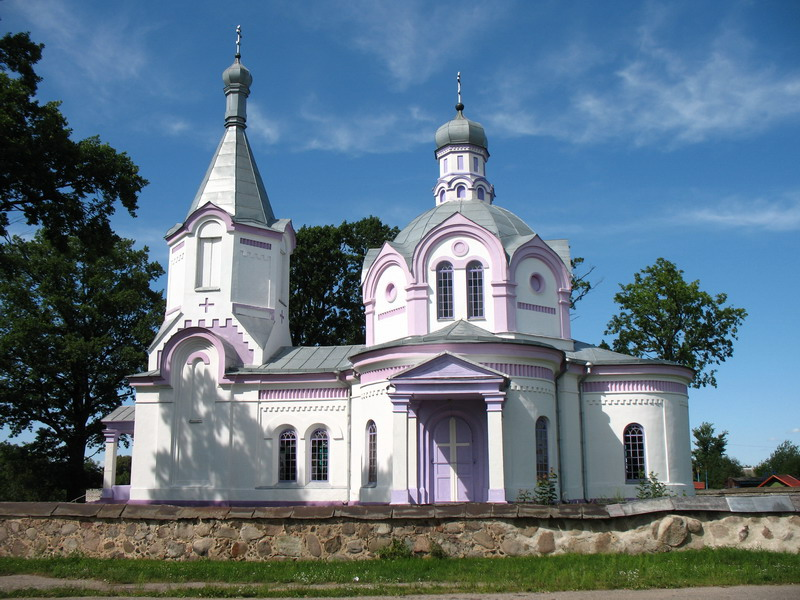
Троицкая церковь
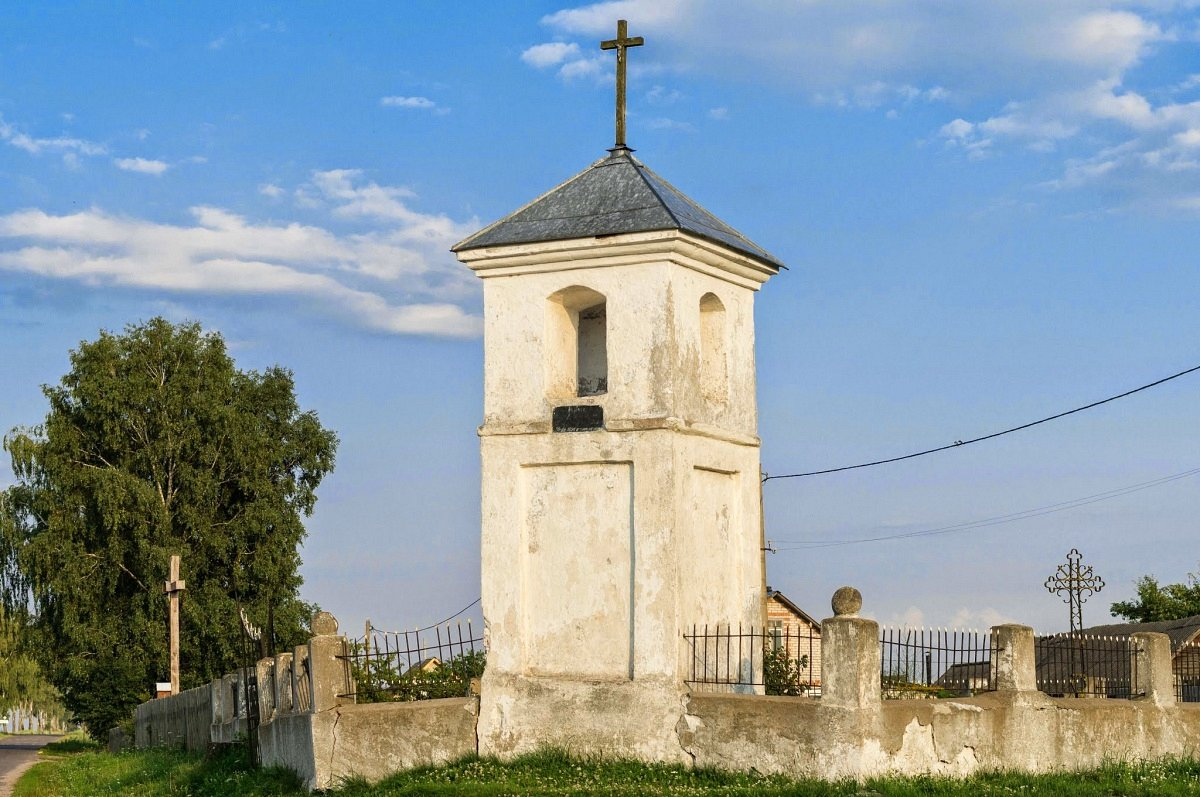
Часовня придорожная
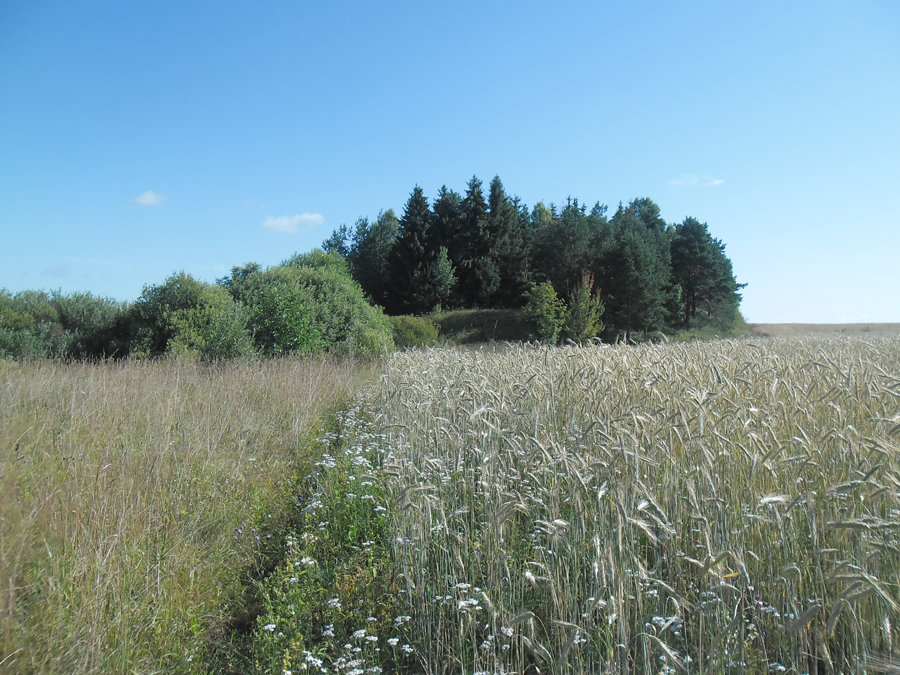
Вид на городище
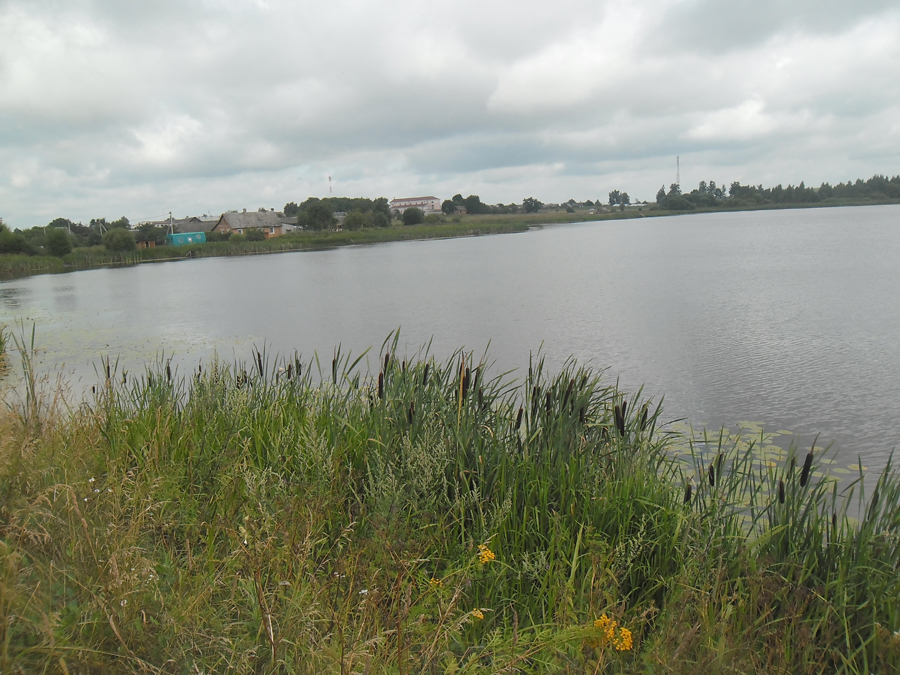
Озеро
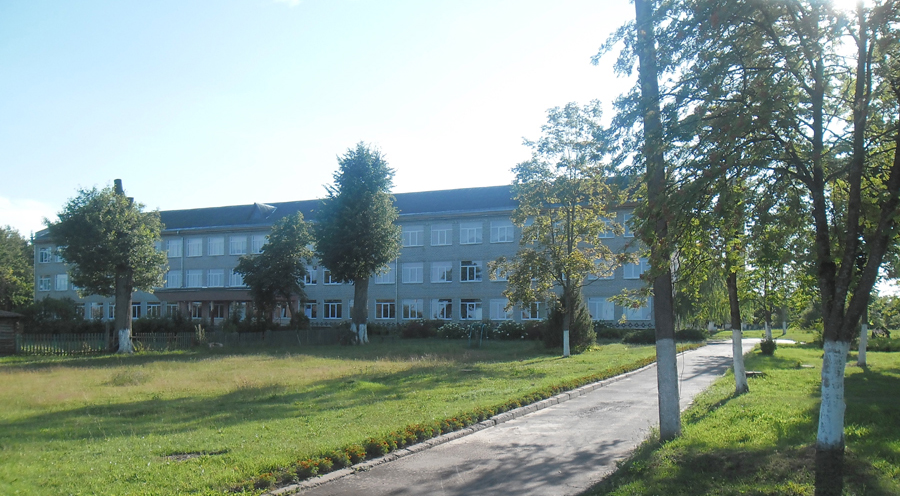
Школа
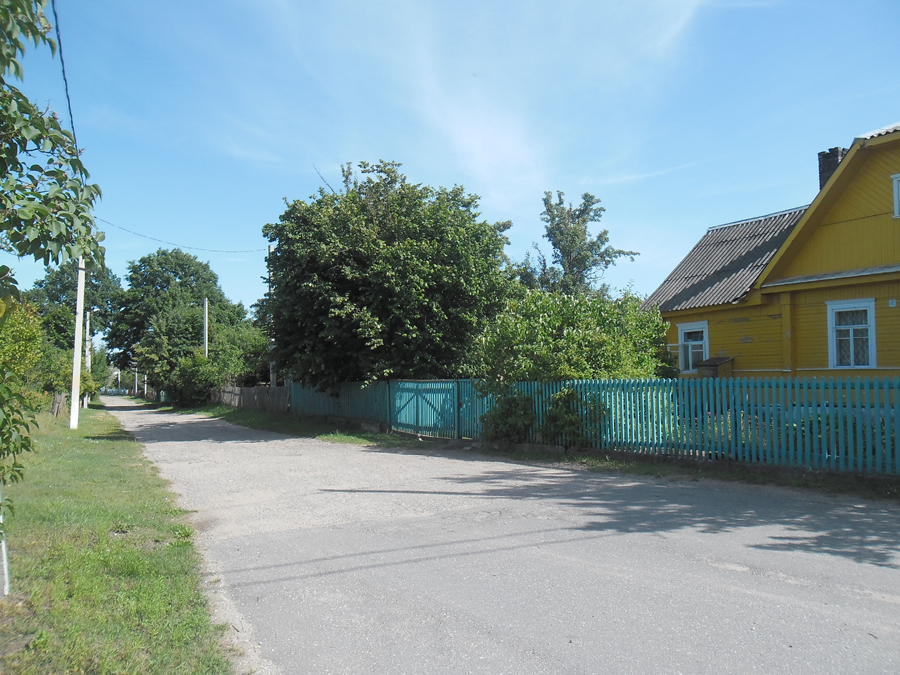
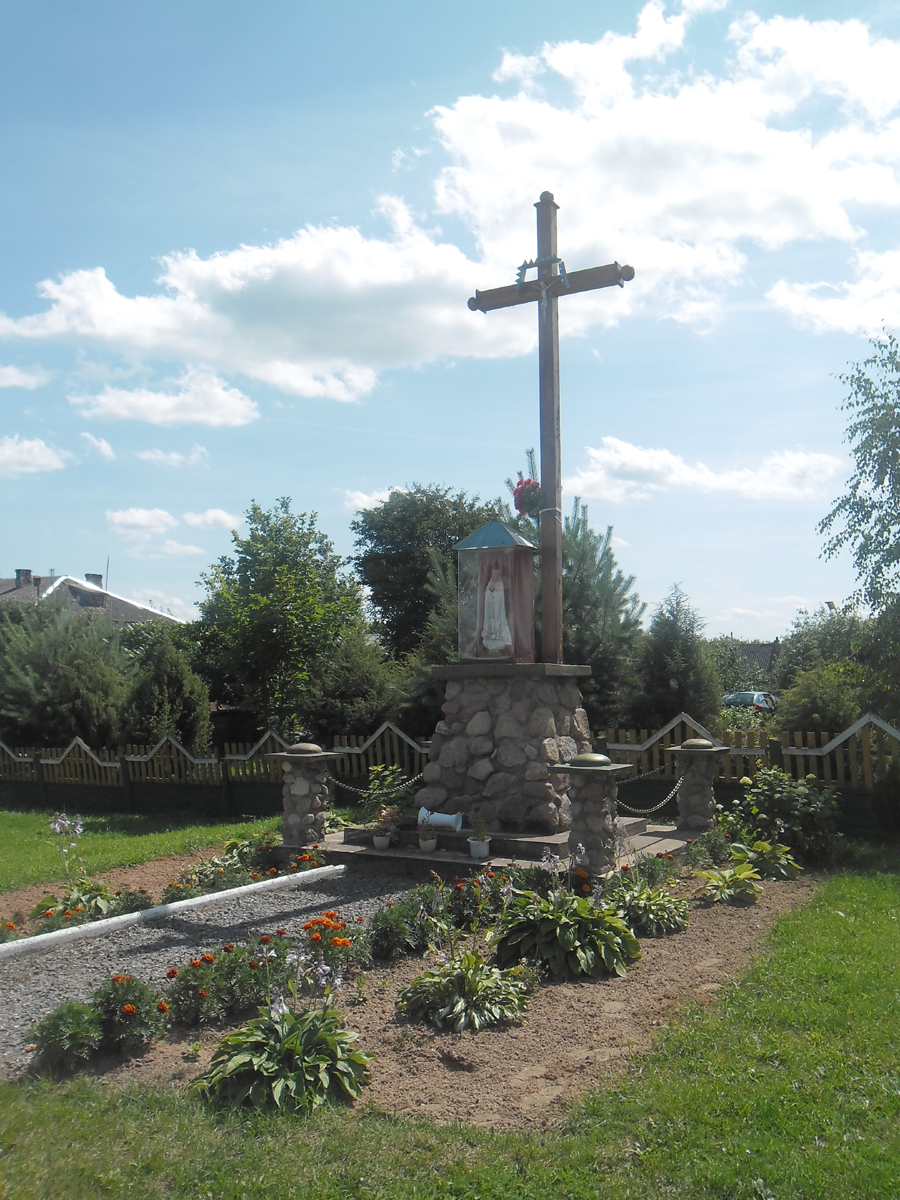

## Персоналии

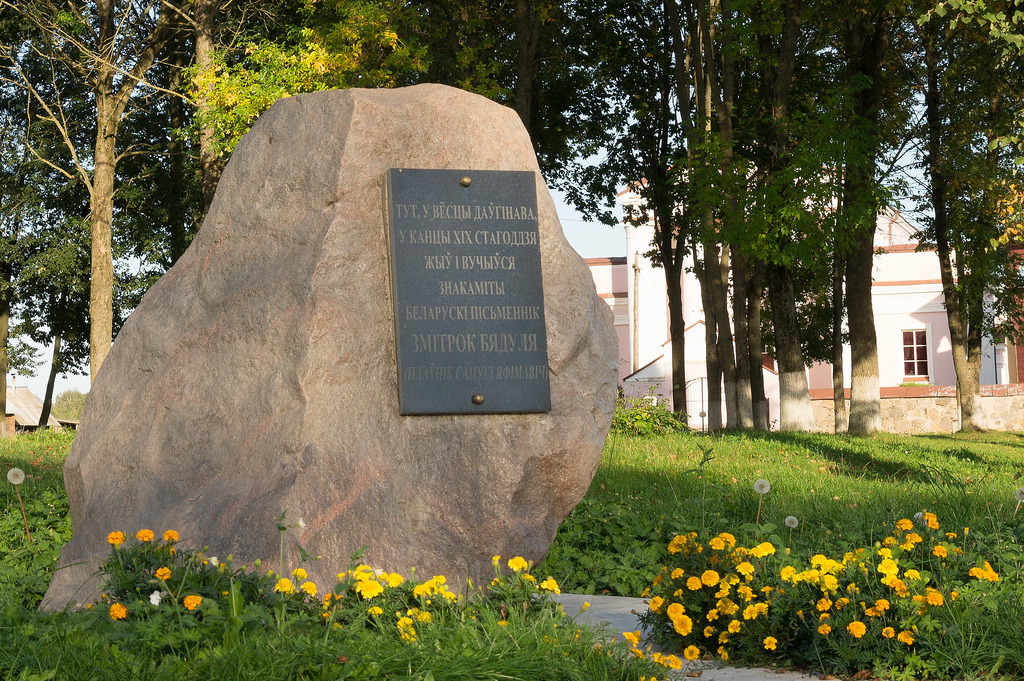
Памятный знак в честь Змитрока Бядули

В Долгиново жил и работал Змитрок Бядуля (настоящее имя Самуил Ефимович Плавник (1886—1941)) — белорусский писатель. В его честь на одном из перекрестков деревни установлен памятный знак.
Родились в Долгиново
- Мендель Беркович Мешойрер (Михаил Борисович Мессерер) (1866—1942) — стоматолог, отец Асафа Михайловича Мессерера (1903—1992) — советского и российского артиста балета, балетмейстера, хореографа, публициста, лауреата двух Сталинских премий (1941, 1947), народного артиста СССР (1976).
- Леонард Иосифович Заяц (1890—1935) — политический деятель.
- Леонид Павлович Волчецкий (1913—1991) — белорусский театральный деятель, заслуженный деятель культуры Белоруссии.
- Юрий Павлович Герасименко-Жизневский (1948—1997) — художник-график.
- Шадыро Олег Иосифович (1948—2022) — химик, профессор, доктор химических наук.

Жили и работали